# Rothmans International London 1974
Il Rothmans International London 1974 è stato un torneo di tennis giocato sul sintetico indoor. È stata la 5ª edizione del torneo, che fa parte del World Championship Tennis 1974. Si è giocato a Londra in Gran Bretagna, nella Royal Albert Hall, dal 18 al 24 febbraio 1974.

## Campioni

### Singolare
Björn Borg ha battuto in finale  Mark Cox con il punteggio di 6–7 7–6 6–4

### Doppio
Ove Nils Bengtson /  Björn Borg hanno battuto in finale  Mark Farrell /  John Lloyd con il punteggio di 7–6, 6–3